# Davy Hill
Davy Hill è un insediamento situato nel nord dell'isola caraibica di Montserrat, vicino alla costa occidentale e al punto più stretto dell'isola. 

## Geografia
a ovest si trova sul Carr’s Bay a nord confina con il villaggio di Little Bay a sud e sud-est con la cittadina di Brades.